# Ecce Cor Meum
Albums de Paul McCartney
Chaos and Creation in the Backyard
(2005) Memory Almost Full
(2007)
Albums de musique classique de Paul McCartney
Working Classical
(1999) Ocean's Kingdom
(2011)
Ecce Cor Meum est un album de musique classique de Paul McCartney paru en 2006. Le projet est cependant plus ancien puisqu'il débute en 1998 lorsque le musicien et son épouse Linda se rendent au Magdalen College d'Oxford pour travailler à une œuvre classique sur commande.
S'il ne s'agit pas de sa première incursion dans le classique, c'est en revanche la première fois que McCartney compose pour des chœurs, avec les difficultés que cela implique. La pièce évolue donc à l'usage. Certains passages sont chantés en anglais, d'autre en latin. Le titre, Ecce Cor Meum, signifie littéralement « Voici mon cœur ».
La première représentation de l'oratorio se tient en 2001 à Oxford, puis une version enregistrée aux studios Abbey Road est éditée par EMI Classics en 2006. L'album atteint la deuxième place des charts classiques américaines, et reçoit un accueil mitigé selon les critiques. L'oratorio continue à être interprété à travers le monde jusqu'à la fin de l'année 2009.

## Liste des titres
1. Spiritus - 12:00
2. Gratia - 10:50
3. Interlude (Lament) - 3:56
4. Musica - 15:14
5. Ecce Cor Meum - 14:50